# 阿莫拉峰
46°13′40″N 10°40′19″E / 46.22772°N 10.67205°E
阿莫拉峰（義大利語：Cima d'Amola），是意大利的山峰，位於該國北部，由特倫蒂諾-上阿迪傑大區負責管轄，屬於阿達梅洛-普雷薩內拉阿爾卑斯山脈的一部分，海拔高度3,269米，每年平均降雨量1,357毫米。